# لی نینا
لی نینا (انگلیسی: Li Nina؛ زادهٔ ۱۰ ژانویهٔ ۱۹۸۳) از برندگان مدال‌های بازی‌های المپیک زمستانی ۲۰۰۶ اهل چین است.